# 演劇集団 神のみそ汁
演劇集団 神のみそ汁（えんげきしゅうだん かみのみそしる）は、東京の劇団。原田直樹を代表・脚本・演出とする。2002年に結成。旗揚公演は2002年10月の「多重人格」。
登場人物の感情の機微を深く描き、社会的なテーマを取り入れることが多い。

## 公演
- 第1回公演　『多重人格』2002年10月
- 第2回公演　『wander about』2003年9月
- 第3回公演　『one side』2005年1月
- 第4回公演　『イメージ』2005年12月
- 第5回公演　『向こう岸』2006年5月
- 第6回公演　『リプレイ』2006年11月
- 第7回公演　『心の中、翼ひろげて』2007年6月
- 第8回公演　『路上に咲く花』2008年1月
- 第9回公演　『one side』2008年3月
- 第10回公演　『向こう岸』2009年3月

第10回公演を以て解散。

## 所属俳優
- 原田直樹（代表・脚本・演出）
- 社本智恵（役者）
- 桑山えり子（役者）